# Битка за Филипине
Битка за Филипине, или Филипинска кампања, била је инвазија Јапана на Филипинска острва, која су бранили Филипинци и војска Сједињених Америчких Држава. Битка је започела почетком децембра 1941. и трајала до почетка маја 1942. године, закључно с јапанском победом на полуострву Батан.

## Позадина
Заузимање Филипина је био важан задатак који би Јапанцима омогућио контролу мора и ваздуха у југозападном Пацифику неопходну за наступање на Холандску Источну Индију (Индонезија). Због тога је ова кампања планирана као једна од најважнијих у првој фази рата на Пацифику.
Филипини се налазе на путу између Јапана и Индонезије. Са јаким америчким ваздухопловним и поморским снагама распоређеним на Филипинима представљали су заједно са Сингапуром главне препреке надирању Јапана у области богате природним ресурсима потребним њиховој индустрији.
Филипини су били колонија САД још од 1898. године. 1935. године добијају статус полу-независне државе што је планирано да прерасте у пуну независност 1946. године. То је практично значило да је филипинска влада морала да води бригу о одбрани острва. Они су имали Армију која је бројала 10.000 војника + 400.000 резервиста који би у случају рата били позвани у војску. Човек задужен за послове организације Филипинске Армије био је генерал-мајор Даглас Макартур који је од 1935. до 1937. обављао овај посао као саветник председника Филипина Мануела Квезона. 1937. године се пензионише у Америчкој војсци и постаје начелник генералштаба Филипинске армије са чином фелдмаршала (једини амерички официр са тим чином у историји).

## Супротстављене снаге

### Американци
Макартур је покушао да изгради јаку армију која би сваког противника бацила на муку и омогућила време потребно да Америчка морнарица дође у помоћ. Филипини нису имали готово никакву војну инфраструктуру, па је доста времена и средстава потрошено да се изграде касарне и школе за обуку војника и официра. Такође изграђивани су и аеродроми од којих је највећи и најмодернији био Кларк Филд (Clark Field). Грађене су и јаке тврђаве као што је била она на полуострву Батан и лука у Манили. На острву су биле стациониране и регуларне јединице војске САД. Оне су биле у саставу Филипинког одсека војске САД под командом генерал-мајора Џорџа Грунерта (George Grunert).
Како су се односи са Јапаном све више погоршавали, неколико месеци пред рат председник САД Френклин Рузвелт проглашава Филипинску Армију за армију у саставу војске САД и тиме омогоћује Макартуру, који поново постаје официр армије САД, да се снадбева директно од САД. Почиње мобилизација на Филипинима, а стижу и прва појачања из САД у саставу 1 артиљеријског пука, 2 тенковска батаљона са 108 тенкова М3 Ли (М3 Lee) и око 280 авиона већином застарелог типа.
На Филипинима је пред напад била стационирана слаба Ваздухопловна Армија под командом генерал-мајора Луиса Бреретона (Lewis H. Brereton) која је у свом саставу имала 175 ловаца, 39 средњих бомбардера , 35 тешких бомбардера и око 55 помоћних авиона. Морнарица је била у саставу Азијске Флоте под командом адмирала Томаса Харта (Тхомас Ц. Харт) имала је у свом саставу 1 тешку крстарицу, 2 лаке крстарице, 13 разарача, 4 носача хидроавиона, 29 подморница, 7 торпедних чамаца, 6 миноловаца и неколико десетина помоћних и транспортних бродова, којима је поверена одбрана обале. Копнене снаге су достигле број од око 150.000 војника распоређених у 10 филипинских дивизија, Филипински одсек војске САД (јачине око 10.000 људи, од тога око половине Филипинаца) и мање инжињеријске и позадинске јединице .

### Јапанци
Јапанци су за напад на острво Лузон припремили своју 14. Армију под командом генерал-пуковника Масахару Хома (Masaharu Homma). Армија је бројала око 60.000 војника, одлично опремљених и увежбаних за операцију. Састојала се из две пешадијске дивизије, једне самосталне пешадијске бригаде, два тенковска пука, 5 артиљеријских пукова, 5 противавионских пукова , 4 противтенковске чете, један минобацачки батаљон и неколико инжењеријских јединица. У склопу армије се налазила 5. Ваздухопловна група под командом генерал-пуковника Хидејоши Обата (Hideyoshi Obata) састава 72 ловца, 54 бомбардера за обрушавање, 27 средњих бомбардера и 39 извиђачких и транспортних авиона. У рејону Филипина подршку и заштиту је пружала 3. флота којом је командовао вицеадмирал Ибо Такахаши, у саставу једног лаког носача авиона, 5 крстарица , 5 лаких крстарица , 3 носача хидроавиона, 29 разарача, 4 торпедна чамца, 13 миноловаца и 4 минополагача. 3. флоту је из ваздуха обезбеђивала 11. ваздухопловна флота под командом вицеадмирала Нишиза Цукахаре која је располагала са 123 ловца, 146 бомбардера, 24 хидроавиона и 15 извиђачких авиона. На лаком носачу Рјуџо било је 16 ловаца и 18 бомбардера и још 68 хидроавиона на 3 носача хидроавина. На југу, 16. армија под командом генерал-пуковника Кумакичија Хараде која је одређена за нападе на Борнео и Јаву имала је задатак да прво нападне Филипинска острва Давао и Јоло и тиме обезбеди аеродроме за даљи продор ка Индонезији. За ту операцију формирана је Група Сакагучи која се састојала од 56. пешадијске бригаде појачане једним пуком и једним батаљоном 16. дивизије који је после освајања требало да остане на острву Давао као посада.

## Битка

### Ваздушни напади
8. децембра у 02:30 стигла је незванична вест о Јапанском нападу на Перл Харбор. На званично саопштење чекало се 1 сат, али је Макартур одмах дао наређење за ратну приправност. У 07:00 43 авиона напада аеродром Тугуегарао и наноси лакше губитке америчким ваздухопловним снагама. 11. ваздухопловна Флота у 12:20 бомбардује аеродроме Кларк Филд и Иба Филд. Резултат је био катастрофалан по Американце. Сви бомбардери Б-17 и њихова пратња били су на писти и чекали наредбу да полете, која никад није стигла. Ни дан данас се не зна ко је главни кривац за овај дебакл. Уништено је 50% бомбардера и око 80% ловаца на та два аеродрома. Услед тако великих губитака бомбардери су повучени у Аустралију. Већ после првог дана Американци су изгубили битку у ваздуху, изгубивши више од пола својих авиона, а од преосталих већина су били застарели и нису били у стању да се ефективно супротставе Јапанцима. Истог дана Јапанци су заузели једно мало острво северно од Лузона, на коме су одмах изградили мали аеродром, како би њихови ловци могли пружити бољу подршку приликом главног напада .

### Јапански десанти
10. децембра по свитању почиње главни напад. Јапанци се искрцавају код места Виган са Танакином Групом (2 батаљона пешадије) и код Апарија са Кано Групом (2 батаљона пешадије) на северном делу острва Лузон. Американци су ове нападе сматрали за споредне, па отпора скоро да и није било. Убрзо заузимају оба града, а затим и оближње градове Лаог и Тугуегарао 12. децембра. Такође заузимају околне аеродроме и оспособљавају их за операције. До 15. децембра скоро цела 5. Ваздухопловна Група је била на Лузонским аеродромима спремна за даље операције. У међувремену, 13. децембра, 11. Ваздухопловна Флота са преко 100 бомбардера поново бомбардује Кларк Филд и Иба Филд аеродроме чиме је америчка авијација била сведена на 10 бомбардера , 10 извиђачких авиона и 20 ловаца. За само недељу дана Јапанци су осигурали контолу ваздуха и озбиљо оштетили луку у Манили услед чега је Америчка морнарица донела одлуку да се сви бродови повуку у холандске луке на Борнеу и Јави. На југу острва 12. децембра Јапанци врше још један поморски десант искрцавши Кимурину Групу (око 2.500 војника) , заузимају град Легаспи и аеродром без борбе и настављају напредовање у правцу града Антимонан савлађујући отпор две Филипинске дивизије које су у међувремену послате на тај сектор. На аеродрому у Легаспију се стационира 23. Ваздухопловна Флота која омогућава Јапанцима потпуну контролу мора изнад свих Филипинских острва. Генерал Хома видевши да Американци немају намеру да бране северни део острва концентрише обе своје инвазионе групе у Вигану и под командом Пуковника Танаке шаље их у правцу града Росарија код Лингајенског залива.
20. децембра рано ујутро Сакагучијев одред се искрцава на острву Минданао код места Давао. Филипински гарнизон је у почетку мислио да је то Америчко појачање па су Јапанци успели да се искрцају. Убрзо је дошло до жестоке борбе али врло лоше обучени Филипински војници су морали да се повуку а град је око 15:00 био у Јапанским рукама. У граду и аеродрому остављају мање снаге за одбрану а остатак групе се поново укрцава на бродове и креће у правцу острва Јоло кога заузимају 25. децембра и тиме обезбеђују два одлична аеродрома на самом југу Филипина .
22. децембра главна инвазиона група са 48. Дивизијом, делом 16. Дивизије и другим мањим јединицама на транспортним бродовима стиже у Лингајенски залив. Иако су дочекани јаком ватром приликом приласка обали по искрцавању врло брзо је разбијен сваки отпор и мостобран је осигуран. Изнад залива су стално кружили Јапански ловци са аеродрома недавно освојених на северном делу острва док је 3. Флота затворила све прилазе са мора у залив. У току дана заузети су сви околни градови а и успостављен је контакт са Танакином Групом која је дошла са севера. До 25. децембра цела 48. Дивизија је била искрцана а све остале трупе из конвоја искрцале су се до 28. децембра.
23. децембра део 16. Дивизије са неколико помоћних јединица врши десант на јужном делу острва код града Антимонан. После лакших окршаја осигуравају мостобран и одмах напредују ка супротној обали како би одсекли филипинске јединице које су се бориле са групом која је раније заузела Легаспи. До 28. децембра је завршено искрцавање на овом сектору, одсечене Филипинске јединице на фронту према Легаспију и Јапанци су били спремни да крену ка Манили .
Услед ових великих искрцавања Макартур закључује да са својим јединицама не може да брани тако велики фронт и издаје наређење 26. децембра да се све трупе повуку на полуострво Батан и острвску тврђаву Корегидор на улазу у луку Маниле где ће се бранити до доласка појачања из САД. На северу је Северна Лузонска група под командом генерал-мајора Џонатана Вајнрајта имала задатак да са упорном одбраном задржи 48. дивизију да би се омогућило јужним групама да се повуку .
28. децембра креће јапанска такозвана «Трка за Манилу» где су се 48. и 16. дивизија такмичиле која ће од њих заузети Манилу и тиме дићи престиж своје јединице. Редом су пробијали све линије одбране Филипиница, али је Вајнрајт ипак успео да успори јапанско напредовање на северу чиме је омогућио скоро несметано повлачење свих Филипинских једница на полуострво Батан. Паралелно са овом „трком“ Хома схвата да се противник повлачи на полуострво и скреће једну јединицу ка Тарлаку и Ангелесу, како би пресекао линију повлачења. 30. децембра Јапанци заузимају Тарлак, али је даљње напредовање одбијено уз огромне Јапанске губитке, где је између осталих погинуо и командир ове групе пуковник Уџима. Хома, схвативши да се морају одвојити јаче снаге, наређује да 48. дивизија пошаље један свој пук како би се полуострво коначно одсекло. Услед упорне борбе Филипинаца, Јапанци успевају да сломе отпор тек 5. јануара да би следећег дана заузели Санта Круз и Диналупихан чиме су све савезничке јединице коначно одсечене и одбачене на полуострво .

### Јапански тенкови продиру у Манилу
Пришавши Манили јапанске јединице су застале јер су имале наређење да не улазе у град нити да га бомбардују. Када је Хома добио информацију да у граду гори неколико пожара, схватио је да су Американци евакуисали град и запалили све што нису могли да однесу. Одмах наређује да се град заузме и обе Јапанске дивизије 2. јануара улазе у град истовремено. После 25 дана борбе, пао је главни центар САД у Југозападном Пацифику што је Јапанцима дигло престиж у целој Азији. Такође услед лаких победа дошло је до дизања морала војника, али и до потцењивања реалних способности америчких и филипинских војника да пруже отпор. 48. дивизија је одмах добила наређење да се пребаци назад и нападне полуострво Батан. Међутим Јапанска врховна команда наређује Хоми да је услед неутралисања Филипина одлучено да се датум напада на Холандску Источну Индију помера месец дана унапред, те да 48. дивизија и 5. Ваздухопловна Група напуштају састав 14. армије. Да би надокнадили слабљење 14. армије као појачање је послата 65. пешадијска бригада која су искрцала 1. јануара у Лингајенском заливу и тек 8. јануара сменила делове 48. дивизије који су држали фронт према Батану. Ово прегруписање Јапанаца, Савезници су искористили да припреме линије одбране како би пружили што јачи отпор.

### Борбе на полуострву Батан
На полуострво је успело да се повуче око 50.000 Америчких и Филипинских војника. Јапанци су појачали своју 65. бригаду једним пуком 16. Дивизије и почели први напад на Батан на линији Абукај-Маубан. После жестоких борби од 9. до 16. јануара успевају да пробију линију одбране непријатеља изазвавши панику код Филипинских војника који су под притиском напада кренули да се повлаче. Да би спречили катастрофу у евентуалном опкољавању Савезници се повлаче 26. јануара на резевну линију одбране Багак-Орион 25 km јужније. Јапанци паралелно са наступањем према резервној линији савезника врше амфибијске нападе са мора иза линије фронта, међутим смањењем територије коју су држали савезници повећала се концентрација трупа и 2. фебруара одбијају Јапански десант са мора код Кинауана уз стравичне губитке Јапанаца. Претрпевши тешке губитке од око 7.000 убијених и рањених као и око 10.000 оболелих од маларије, приликом пробијања прве линије одбране и напада на резервну линију, јапански командант 14. Армије закључује да се даље не може напредовати без одмора и попуне јединица новим људством. 8. фебруара издаје наређење да се пређе у одбрану како би се дао одмор премореним јединицама које су се храбро бориле по веома тешком терену полуострва .
Јапанска врховна команда је сад схватила какву је грешку учинила када је 14. Армији одузела 48. Дивизију и тиме директно пролонгирала пораз Американаца на Филипинима. 10. фебруара 4. Дивизија која се налазила у Шангају (Кина) добила је наређење да се пребаци на Филипине како би помогла у разбијању непријатеља. После још једне интервенције Хоме Јапанци врховна команда такође шаље неколико артиљеријских батаљона и 3.500 војника за попуну постојећих јединица. Све ове трупе су стигле до линије фронта половином марта где су додатно обучавани за нападе на утврђене линије. За то време Американци нису били свесни да су Јапанске јединице десетковане и да би са једним јаким нападом вероватно пробили Јапански Фронт. Они су сматрали да Јапанци само чекају да концентришу своје јединице како би ефикасније напали њихову утврђену линију. Залихе су се смањиле до те мере да су војничка следовања смањена на око 20% од нормалних. Услед лоше исхране и преморености и њих је почела да напада маларија тако да су крајем марта имали тек око трећину потпуно здравих војника. Амерчка врховна команда увидевши како се рат одвија схвата да су Филипини изгубљени али одлучује да се борба продужи како би добили у времену да организују одбрану на другим фронтовима. 12. марта Макартуру је наређено да напусти Филипине и да се прихвати команде Југозападног Пацифичког Рејона који се формирао у Аустралији и Новој Гвинеји у том тренутку. Команду преузима Вајнрајт са задатком «да се бори док год је то могуће».
3. априла Јапанци силовито нападају на западној страни острва. 4. Дивизија и 56. Бригада за само 36х потпуно разбијају 2. Корпус и присиљаваја га на неорганизовано повлачење пропраћено великим губицима у људству и материјалу. Под претњом опкољавања услед колапса на западној страни 1. Корпус савезника на источној страни полуострва је такође присиљен да се повуче иако притисак Јапанаца није био тако озбиљан на њиховом сектору. Међутим командир 1. Корпуса Генерал Кинг на своју руку одлучује да је даљње повлачење безпотребно јел је Јапански притисак превелик да би се имало времена да се организује нова утврђена линија. 6. априла Јапанци нападају и његову линију фронта и напредују око 10 km за три дана борби. За то време 2. Корпус је трпио поразе јадан за другим. Јапанци су напредовали свакодневно од 5-10 km и више није било могуће поставити одбрану против јаких Јапанских јединица. 9. априла Генерал-Мајор Кинг се састаје са Генерал-Мајором Наканом и уговара предају свих савезничких јединица на полуострву иако је имао изричито наређење да то не сме да учини. До 11. априла скршен је и последњи отпор на полуострву Батан са којег се само мали број савезника успео повући у тврђаву Корегидор, мало острвце на улазу у Залив Маниле .

### Јапански десант на Корегидор
На Корегидору се скупило око 11.000 војника са скоро никаквим залихама хране и воде. Било је очигледно да је даља борба унапред осуђена на пропаст али наређења су била да се не предају. Острво је константно бомбардовано а 6. маја су се искрцала два јапанска батаљона пешадије и после жестоке борбе осигурала мостобран. Убрзо су појачани артиљеријом и тенковима и напредовали до самог утврђења. Услед тешке ситуације Председник Рузвелт обавештава Вајнрајта да може да се преда када он одлучи да даљња борба више нема смисла. 7. маја у Манили после преговора са Генералом Хомом потписује капиталуцију те преко радија наређује свим Америчким и Филипинским јединицама на Филипинима да обуставе даљњу борбу. 10. маја Бригадни Генерал Шарп (Wиллиам Ф. Схарп) , командант савезничких снага на острву Минданао се такође предаје али мали број војника одбија капитулацију и организује герилске јединице. До 9. јуна су се скоро све јединице предале Јапанцима чиме су све борбе на острву завршене.

## Последице
Јапанци су заробили око 60.000 Филипинаца и 15.000 Американаца који су по изузетно лошем времену без хране и воде били присиљени да пешке марширају преко 100 km до кампова за прихват заробљеника. Многи нису успели у томе. Током борби погинуло је 10.000 Савезника док је њих 20.000 било рањено. Американци су купили време жртвујући своје јединице чији је положај био веома лош од самог почетка. То време омогућило им је да касније добију врло важне битке на Пацифику које су преломиле рат. Јапанци су имали око 7.000 мртвих , 12.000 рањених и 10.000 оболелих од маларије али је ова победа дала много политичких поена Јапану у њиховом односу са разним народима Азије.
Генерал Вејнрајт после потписивања капитулације позива путем радија све савезничке јединице на Филипинима да се предају. Поред њега седи јапански официр спреман да прекине пренос уколико генерал не буде читао унапред припремљен и договорен текст.